# Đội Epsilon

Epsilon Delphic là biểu tượng có chủ đích của Đội Epsilon.

Đội Epsilon (tiếng Hy Lạp: Ομάδα Έψιλον, đã Latinh hoá: Omada Epsilon) là hội kín được cho là xuất hiện trong nền văn hóa dân gian Hy Lạp hiện đại, thuyết âm mưu và UFO học. Nhóm nghiên cứu này lần đầu tiên được mô tả trong một cuốn sách năm 1977, và bị nghi là bao gồm những người Hy Lạp nổi tiếng sở hữu kiến thức bí mật về nguồn gốc ngoài Trái Đất. Bắt đầu từ thập niên 1980, tài liệu về hội kín này dần trở nên tràn ngập thuyết âm mưu bài Do Thái, đặt Đội Epsilon vào một trận chiến vũ trụ luận chống lại người Do Thái. Cơ quan tín ngưỡng liên quan đến Đội Epsilon được mệnh danh là Giáo phái Epsilon, và những người tin theo được gắn nhãn mác Giáo đồ Epsilon.

## Lịch sử
Epsilon là chữ cái thứ năm trong bảng chữ cái Hy Lạp, và có lịch sử hiện đại như một biểu tượng cho tự do và đất nước Hy Lạp. Nó từng được sử dụng đáng kể với khả năng này trong chiến tranh giành độc lập Hy Lạp. Tiền thân của giáo đồ Epsilon là Spyridon Nagos, thành viên Hội Tam Điểm và xã hội chủ nghĩa mà vào đầu thế kỷ 20 đã hình dung ra một hội kín quy tụ những người Hy Lạp quyền cao chức trọng, hoạt động bí mật vì lợi ích của đất nước mình.
Người khởi xướng cho cái đã trở thành thần thoại Đội Epsilon thời hiện đại là tác giả George Lefkofrydis. Lấy cảm hứng từ tác phẩm Bàn về chữ E tại Delphi của Plutarch, ông bắt đầu phát triển lý thuyết của mình vào thập niên 1960. Năm 1977, ông cho xuất bản cuốn sách nhan đề Spaceship Epsilon: Aristotle's Organon: The Researcher, với tuyên bố đã khám phá ra những thông điệp ẩn trong cuốn Organon của Aristotle. Theo lời Lefkofrydis, văn bản này tiết lộ rằng Aristotle là người ngoài hành tinh đến từ ngôi sao Mu thuộc chòm sao Lagos Lagos (Lepus/Thỏ). Lefkofrydis mô tả sự tồn tại của một hội kín gồm toàn những người Hy Lạp có ảnh hưởng trong xã hội, sở hữu kiến thức về người ngoài hành tinh bắt nguồn từ Aristotle, và cố sức bảo vệ lợi ích của người dân Hy Lạp. Cuốn sách của Lefkofrydis nhanh chóng bị thu hồi, nhưng lý thuyết của nó đã được những người khác phát triển thêm.
Những nhà văn nổi bật nhất về chủ nghĩa Epsilon trong thập niên 1980 và 1990 là Ioannis Fourakis, Anestis S. Keramydas, Dimosthenis Liakopoulos và Georgios Gkiolvas. Fourakis thường được coi là người đã đặt ra cái tên Đội Epsilon, và cũng nổi tiếng trong việc kết hợp chủ nghĩa Epsilon với các thuyết âm mưu bài Do Thái. Trong số những tác phẩm của Fourakis, người Hy Lạp hiện diện như là tộc người có nguồn gốc ngoài hành tinh, gắn liền với các vị thần trên đỉnh Olympus và là một phần của cuộc chiến vũ trụ thời cổ đại chống lại người Do Thái. Fourakis dự đoán một sự hồi sinh của văn hóa và tôn giáo Hy Lạp, sẽ xảy ra thông qua Chính thống giáo Hy Lạp. Năm 1996, cựu sĩ quan hàng hải thương thuyền Keramydas đã xuất bản cuốn sách mang tên Omada E, cuốn sách này đã trở thành một cuốn sách bán chạy nhất. Ông tuyên bố mình từng là thành viên của hội kín và nhấn mạnh góc độ chủng tộc, bài Do Thái và ủng hộ Chính thống giáo, đồng thời nói thêm rằng người Do Thái cũng có nguồn gốc ngoài hành tinh. Vào thập niên 2000, hiện tượng này đã trở thành chủ đề của nhiều nhật ký web, trang web và diễn đàn thảo luận trực tuyến.
Hiện tượng này, mặc dù ngoài lề, tương đối nổi tiếng ở Hy Lạp, và đã có tác động đến thuyết âm mưu và văn hóa đại chúng. Nó chủ yếu phổ biến trong một số giới bài Do Thái cực hữu và là một hiện tượng ngoài lề giữa tín đồ Chính thống giáo bảo thủ. Nó cũng có mặt trong các hội nhóm tìm cách kết hợp Kitô giáo với đa thần giáo Hy Lạp, đặc biệt là tạp chí Daulos. Trong số những tín đồ đa thần giáo Hy Lạp, hiện tượng này thường bị chế giễu.

## Thành viên và tổ chức
Những người được nêu tên trong văn học theo chủ nghĩa Epsilon với tư cách là thành viên bao gồm Aristotle Onassis, Alexander Onassis, Spyridon Marinatos, nhà xuất bản Ioannis Passas, nhà toán học Kostas Karatheodoris, tướng C. Nikolaidis, nhà vật lý Kosta Tsipis, thị trưởng Athens Antonis Tritsis, đại úy hải quân người Mỹ gốc Hy Lạp George Tsantes bị Nhóm ngày 17 tháng 11 sát hại, Alexandros Bodosakis, Dimitris Liantinis và nhà thiên văn học Konstantínos Chasapis.
Một số nhóm và cá nhân đã tuyên bố đại diện cho chính Đội Epsilon. Sự kiện công khai nhất xảy ra vào tháng 10 năm 2015, khi 5 người đàn ông bị giam giữ vì các vụ đánh bom Ngân hàng Hy Lạp ở Kalamata và tượng hoàng đế Konstantinos XI Palaiologos tại Mystras. Những kẻ này thuộc một nhóm khủng bố có tên là Đội Epsilon, cũng sở hữu một số lượng lớn chất nổ và súng, và định lên kế hoạch mở những cuộc tấn công tiếp theo. Những người bị bắt tự xưng là tín đồ ngoại giáo và tuyên bố rằng nhóm của họ nhằm "triệt hạ âm mưu do đám ngân hàng và Chính thống giáo gây ra cho Hy Lạp". Họ đã phun sơn dấu hiệu nhận biết của Đội Epsilon, chữ "E" kép thuộc Delphi, tại các vị trí xảy ra các vụ đánh bom của mình.
Câu lạc bộ "E" Epsilon, do cựu vận động viên marathon chuyên nghiệp Aristotelis Kakogeorgiou lãnh đạo, không muốn bị gắn liền với các thuyết âm mưu của Đội Epsilon. Theo Kakogeorgiou, tổ chức của ông được thành lập vào năm 1962 và chữ E là viết tắt của "Ellínon" ("Người Hy Lạp"). Nó mở cửa chào đón mọi người thuộc mọi chủng tộc và tôn giáo, và không tán thành chủ nghĩa bài Do Thái hoặc niềm tin vào thuyết mạt thế của chủ nghĩa Epsilon.